# Бобаица (Мехединци)
Бобаица (рум. Bobaița) насеље је у Румунији у округу Мехединци у општини Маловац. Oпштина се налази на надморској висини од 431 m.

## Становништво
Према подацима из 2002. године у насељу је живело 437 становника, од којих су сви румунске националности.